# Carablanc petit
El carablanc petit (Leucorrhinia dubia) és una espècie d'odonat anisòpter de la família dels libel·lúlids present a Catalunya.

## Descripció
L'abdomen fa entre 21 i 27 mm de llarg i les ales posteriors de 23 a 28 mm de llarg.
Els mascles adults tenen el cos negre amb taques de color vermell i taronja a l'abdomen i al tòrax que es tornen més fosques amb l'edat. Els mascles joves i les femelles tenen marques de color groc pàl·lid. Les ales tenen una taca marró a la base.

## Distribució
Es troba distribuïda pel nord i centre d'Europa i nord-oest d'Àsia, encara que conserva poblacions relictes més al sud.
A la Gran Bretanya és rara i local amb la població més gran de les terres altes escoceses.
A la península Ibèrica només es troba als Pirineus.

## Ecologia
Habita en basses i llacs de poca grandària, generalment àcids, en boscos i sense peixos. El seu període de vol s'estén de maig a agost.
Es reprodueix en basses àcides amb ampli creixement de molsa Sphagnum. El mascle té un petit territori prop de l'aigua. La còpula amb la femella comença sovint sobre l'aigua abans que s'aturin a terra o entre la vegetació baixa durant uns 30 minuts. La femella deixa caure els ous, entre la molsa submergida o a les tiges de l'herba de cotó.
Les larves viuen entre les molses; s'alimenten sobretot de nit, però també són actives durant el dia. Triguen entre un i tres anys a arribar a l'edat adulta. Emergeixen entre maig i principis de juliol a la Gran Bretanya; el temps exacte depèn de la latitud i el clima. Surten fora de l'aigua i pugen per una tija de la planta abans de volar lluny de la bassa. Els mascles maduren 4-12 dies després de l'emergència i les femelles uns dies més tard.

## Galeria

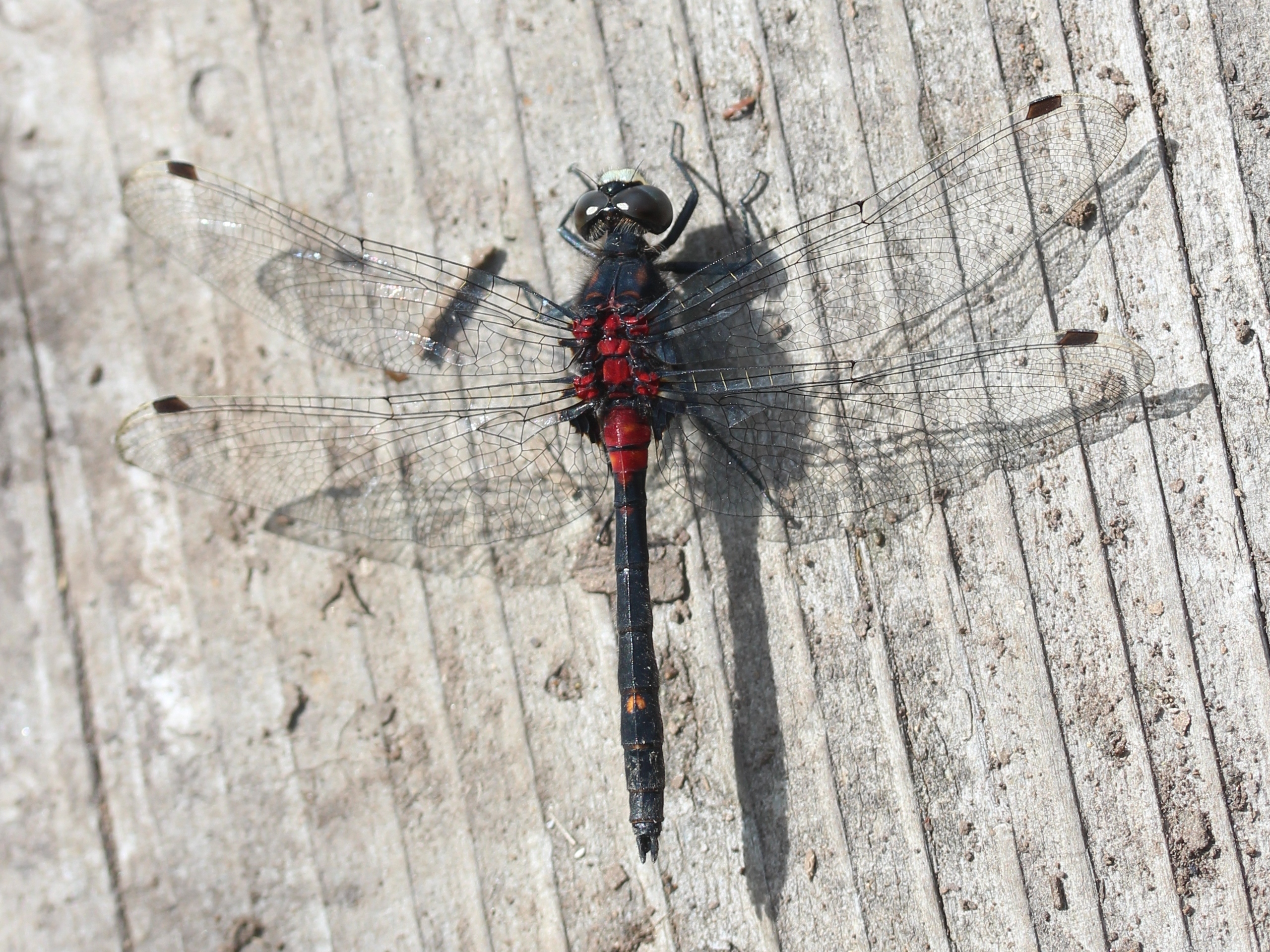
Mascle
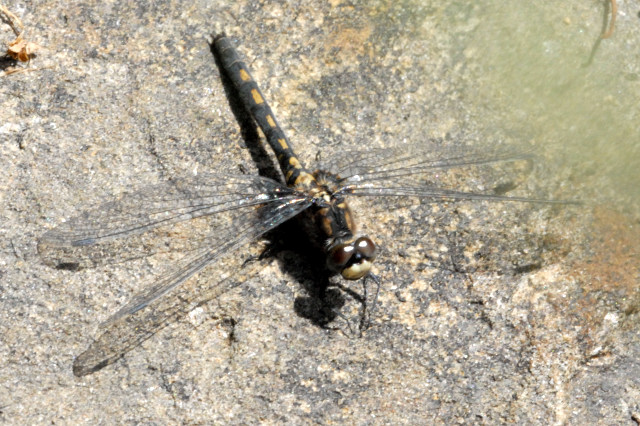
Femella
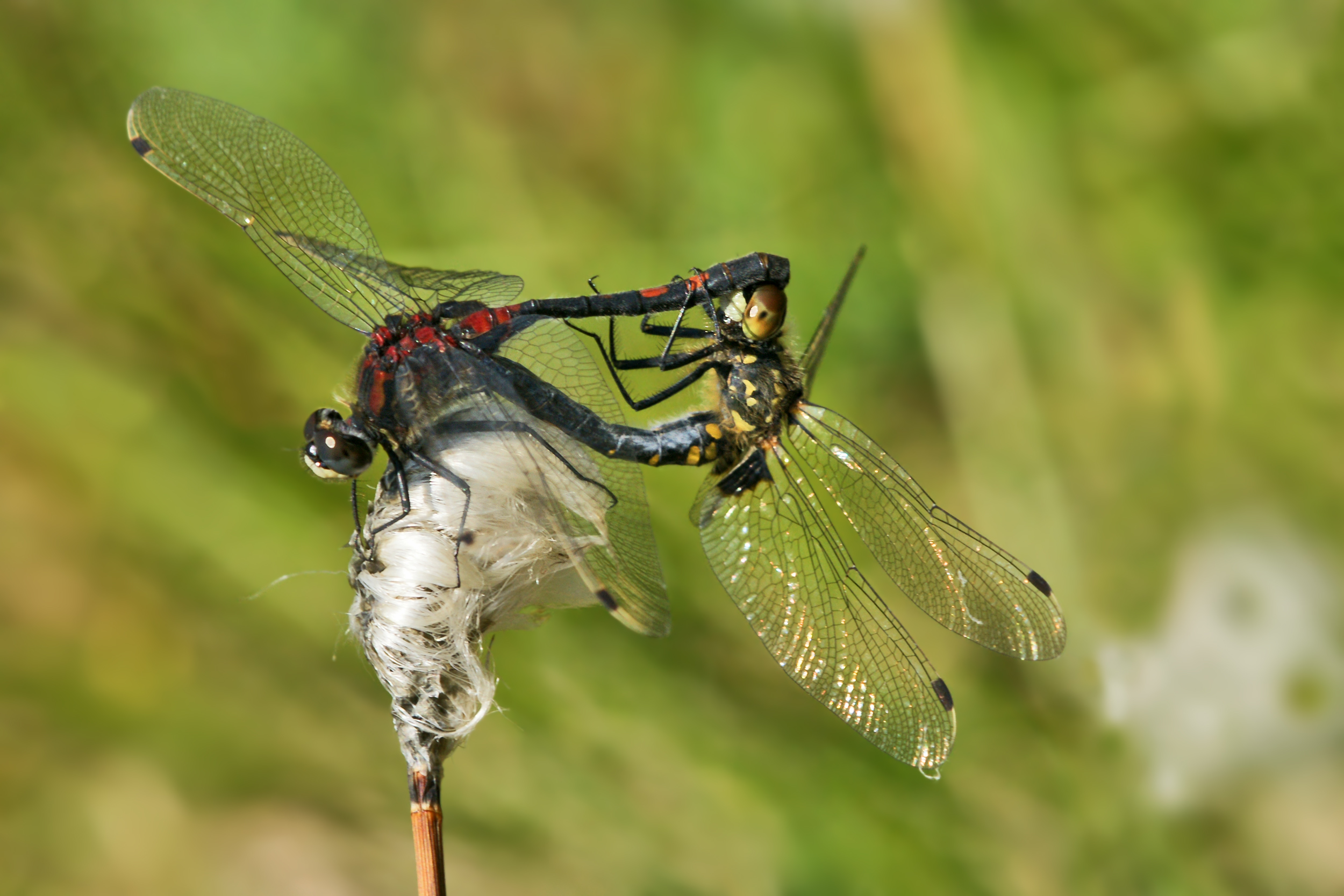
Còpula